# Georges Braque
Georges Braque (AFI: [ʒɔʁʒ bʁak]; Argenteuil, 13 maggio 1882 – Parigi, 31 agosto 1963) è stato un pittore e scultore francese, che assieme a Pablo Picasso è stato l'iniziatore del cubismo. Il cubismo analitico nasce tra il 1909 e il 1910, grazie a Picasso e Braque. Questa prima fase del cubismo è caratterizzata dalla scomposizione delle forme sul piano pittorico e dal rifiuto di usare la tradizionale rappresentazione prospettica. Essi però si rendono conto che, spezzando troppo la superficie pittorica, i suoi singoli frammenti non sono più ricomponibili virtualmente e l'opera si avvicina sempre più ai caratteri dell'astrattismo; infatti i cubisti non vogliono perdere la riconoscibilità dell'oggetto. Queste idee le porteranno nel cubismo sintetico, evoluzione di quello analitico, a partire dal 1912, fino al 1914, quando Braque verrà richiamato al fronte.
Con la collaborazione di Juan Gris elaborano una serie di tecniche per uscire da questo paradosso in cui sono incappati portando alle estreme conseguenze la loro tecnica di rappresentazione del reale. Introducono nel quadro frammenti di realtà, di oggetti reali combinati alle parti dipinte (tecnica del collage), utilizzano mascherine con numeri o lettere (tecnica mista, tipo stencil); inseriscono "trompe l'œil" e riproducono l'effetto delle venature del legno con la tecnica del pettine passato sul colore fresco.
Inoltre si assiste al ritorno del colore e soprattutto il processo dell'opera non ha inizio attraverso l'osservazione del reale, ma si creano sulla tela forme geometriche semplici variamente composte, in intersezione, orientate in vario modo e solo in un secondo momento queste suggeriscono oggetti reali. La realtà viene dunque sintetizzata, creata nell'immagine. Gli oggetti sulla tela non sono più copia del reale, esistono nel momento in cui vengono concretizzati nell'immagine pittorica, di essi c'è solo il concetto formale.

## Biografia
Georges Braque nacque ad Argenteuil, nell'Île-de-France, il 13 maggio del 1882 da Augustine Johannet (1859-1942) e Charles Braque (1855-1911), pittore e decoratore. Trascorse l'infanzia e la prima giovinezza a Le Havre in Normandia,  quindi frequentò i corsi serali alla scuola di belle arti dal 1897 al 1899. Poco dopo si trasferì a Parigi, dove fu apprendista presso un maestro decoratore e ottenne l'abilitazione nel 1901. L'anno seguente si iscrisse alla Academie Humbert, che frequentò fino al 1904, e dove incontrò Marie Laurencin e Francis Picabia.
Durante l'inverno del 1905-1906, dopo essersi formato all'École des Beaux-Arts di Parigi e subendo l'influenza dell'opera di Henri Matisse, cominciò a dipingere alla maniera dei fauves, ricorrendo all'uso di colori brillanti e sfruttando la libertà della composizione: fanno parte di questo periodo opere quali Case all'Estaque (1908, Kunstmuseum, Berna).
Il 1907 fu un anno determinante nella formazione dell'artista che visitò la retrospettiva su Paul Cézanne presentata in occasione del Salon d'Automne, venne in contatto con Picasso impegnato nella realizzazione di Les demoiselles d'Avignon e cominciò a nutrire un considerevole interesse per l'arte primitiva. Ricorrendo a volumi geometrici e riducendo la tavolozza alle tonalità del verde e del bruno, Braque cercò di dare forma e di costruire lo spazio esistente tra i volumi della composizione senza l'ausilio di artifici quali la prospettiva e il chiaroscuro. In Grand Nu(1908, collezione privata, Parigi) egli costruisce l'anatomia con ampie e brevi pennellate che suggeriscono i volumi chiusi in una spessa e nera linea di contorno. Applicò questi stessi principi di costruzione geometrica sia ai paesaggi sia alle nature morte.
Tra il 1909 e il 1914 i progressi nell'arte plastica di Braque e Picasso furono favoriti da una proficua amicizia. Da questo stimolante connubio nacque una nuova visione dello spazio pittorico, che presenta oggetti smembrati e sfaccettature creati dallo spezzettarsi dei piani: è la fase del cosiddetto cubismo analitico. In Violon et Palette (1909, Guggenheim Museum, New York), la rappresentazione così creata di un violino ne sottolinea i contrasti della composizione; allo spettatore vengono in questo modo offerti tutti i piani di una visione prospettica ridotta alla superficie del quadro e chiusa in uno stesso e coerente volume. La parte superiore del dipinto, dove appare raffigurato un chiodo che sostiene una tavolozza, simboleggia ironicamente le due possibilità della ricerca pittorica. Nello sforzo di rappresentare volumi sempre più complessi per renderli in ogni loro sfaccettatura, le tele di Braque divennero pressoché indecifrabili, a dispetto dell'astrazione che tanto aveva ricusato. Per questo, nell'autunno del 1911, egli introdusse nei suoi quadri segni riconoscibili quali lettere e cifre stampate (Le Portugais, 1911, Kunstmuseum, Basilea) e, l'anno seguente, sperimentò la tecnica del collage che gli consentì di creare una sintesi di elementi diversi per descrivere con chiarezza un oggetto attraverso la dissociazione di forme e colori. La proficua collaborazione tra Braque e Picasso si interruppe nel 1914, quando Braque fu chiamato alle armi.
Dopo la prima guerra mondiale, durante la quale rimase ferito, lavorò autonomamente e sviluppò uno stile più personale, caratterizzato da colori vivaci e superfici a trama e, dopo il suo trasferimento sulla costa della Normandia, dà la ricomparsa della figura umana. Ritrasse anche nature morte, vedute d'interni e paesaggi marini: sono di questo periodo le serie degli Ateliers (1948-1955) e degli Uccelli (1955-1963). In questo periodo realizzò anche alcuni lavori decorativi come la scultura della porta del tabernacolo della chiesa ad Assy nel 1948 o la decorazione del soffitto della sala etrusca al museo del Louvre dal 1952 al 1953.
Morì il 31 agosto 1963 a Parigi. Venne sepolto nel cimitero marino di Varengeville-sur-Mer in Normandia.

## Opere

### Dipinti
- Paesaggio presso Anversa  (1906)
- Strada all'Estaque  (1906)
- Piccola baia a La iotat  (1907)
- Veduta dell'Estaque dall'hotel Mistral  (1907)
- Il Porto in Normandia (1909)
- Pianoforte e mandorla  (1909-1910)
- Viadotto a l'Estaque (1908)
- Castello di La Roche-Guyon  (1909)
- Mandorla  (1910)
- Violino, bicchiere e coltello  (1910)
- violino e tavolozza  (1910)
- Il flauto  (1910-1911)
- Violino  (1911)
- Tavolino  (1911)
- Omaggio a Bach  (1911-1912)
- Il portoghese  (1911-1912)
- Natura morta con grappolo d'uva "Sorgues"  (1912)
- Fruttiera e bicchiere  (1912)
- Violino: "Mozart/Kubelick"  (1912)
- Uomo con violino  (1912)
- Testa di donna  (1912)
- Uomo con pipa  (1912)
- Il buio (1912)
- "Le quotidien", violino e pipa  (1913)
- Natura morta con carte da gioco  (1913)
- Violino e bicchiere  (1913)
- Donna con chitarra  (1913)
- Chitarra e programma: "Statue d'epouvante"  (1913)
- Clarinetto  (1913)
- Natura morta con mandolino  (1913)
- Aria di Bach  (1913-1914)
- Bottiglia di "Eau de vie"  (1914)
- Uomo con chitarra  (1914)
- Canefora  (1926)
- Tavolino  (1929)
- Grande natura morta  (1932)
- Duo  (1937)
- Pazienza  (1942)
- Faucille et pichet (1945)
- Uccelli  (1954-1962)
- Le Canard (1961)
- La tomba di Luca

### Sculture
- Imene (1957)

## Georges Braque nei musei
Elenco dei musei che espongono opere dell'artista:

### Musei in Italia
- Museo del Novecento di Milano
- Pinacoteca comunale “Orneore Metelli” di Terni
- Galleria Nazionale di Arte Moderna di Roma
- Collezione Peggy Guggenheim a Venezia
- Collezione Roberto Casamonti, Firenze

### Musei all'estero
- Albright-Knox Art Gallery di Buffalo
- Carnegie Museum of Art di Pittsburgh
- Centre Pompidou di Parigi
- Collezione Bührle di Zurigo
- Guggenheim Museum di New York
- Kunsthaus di Zurigo
- Kunstmuseum di Basilea
- Kunstmuseum di Berna
- Kunstsammlung di Düsseldorf
- Museum Folkwang di Essen
- National Gallery di Londra
- National Gallery di Washington
- Phillips Collection di Washington
- Städelsches Kunstinstitut di Francoforte
- Tate Gallery
- Národní galerie di Praga
- Philadelphia Museum of Art di Filadelfia
- Musée d'Art Moderne di Villeneuve d'Ascq
- Courtauld Institute Galleries di Londra
- Institute of Arts di Minneapolis
- Musée des Beaux-Arts di Lione
- Museum of Modern Art di New York
- van Abbemuseum di Eindhoven

## Riconoscimenti
- Nel 1958, l'Accademia dei Lincei gli ha conferito il Premio Internazionale Feltrinelli per le Arti.[3]